# باشگاه ورزشی اتنیکوس آتن
باشگاه ورزشی اتنیکوس آتن یونانی: Εθνικός Γυμναστικός Σύλλογος یا اتنیکوس آتن یکی از قدیمی‌ترین باشگاه‌های چند ورزشی در یونان است. در سال ۱۸۹۳ تاسیس شد.

## تاریخچه

### المپیک ۱۸۹۶

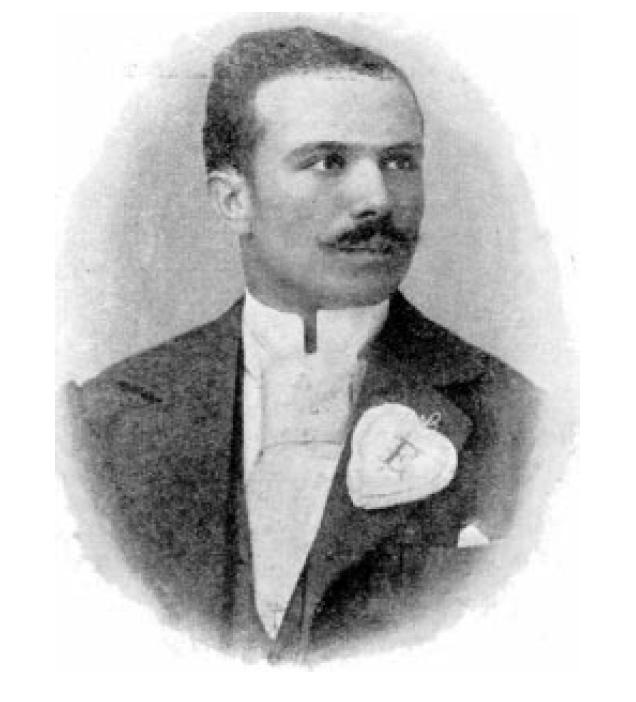
یوانیس میتروپولوس

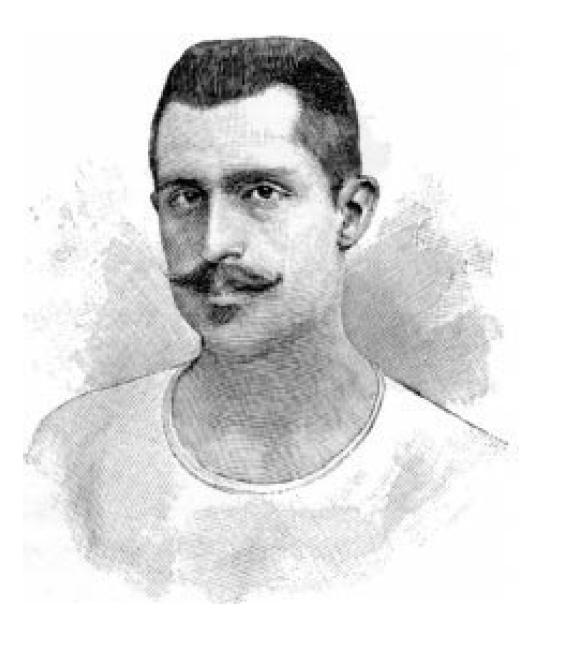
پانایوتیس پاراسکووپولوس

این تیم دارای یک تیم ژیمناستیک بود که در المپیک تابستانی ۱۸۹۶ در آتن شرکت می‌کرد.
مدیر تیم، یوانیس خریسافیس بود. اعضا شامل یوانیس میتروپولوس، دیمیتریوس لوندراس، فیلیپوس کارولاس و ۱۵ نفر دیگر بودند که نامشان مشخص نیست.
این تیم در مسابقات تیمی میله پارالل سوم شد و مدال برنز را به دست آورد (به طور عطف به ماسبق توسط کمیته بین‌المللی المپیک اعطا شد، زیرا جوایز در اولین بازی‌های المپیک با فرمت طلا، نقره و برنز که بعداً استفاده شد متفاوت بود).

### جام‌های فوتبال
- سوپر لیگ فوتبال یونان
  - قهرمانی (۲): ۱۹۰۶، ۱۹۰۷